# کریستوفر کاسیدی
کریستوفر کاسیدی (به انگلیسی: Christopher John Cassidy) فضانورد اهل ایالات متحده آمریکا است که در ۴ ژانویهٔ ۱۹۷۰ میلادی در سلیم، ماساچوست زاده شد. وی در مأموریت اس‌تی‌اس-۱۲۷، اکسپدییشن ۳۵، ۳۶، سایوز تی‌ام‌ای-۰۸ام حضور داشته‌است.